# Stenodynerus claviger
Stenodynerus claviger är en stekelart som beskrevs av Gusenleitner 1981. Stenodynerus claviger ingår i släktet smalgetingar, och familjen Eumenidae. Inga underarter finns listade i Catalogue of Life.